# Nazareni

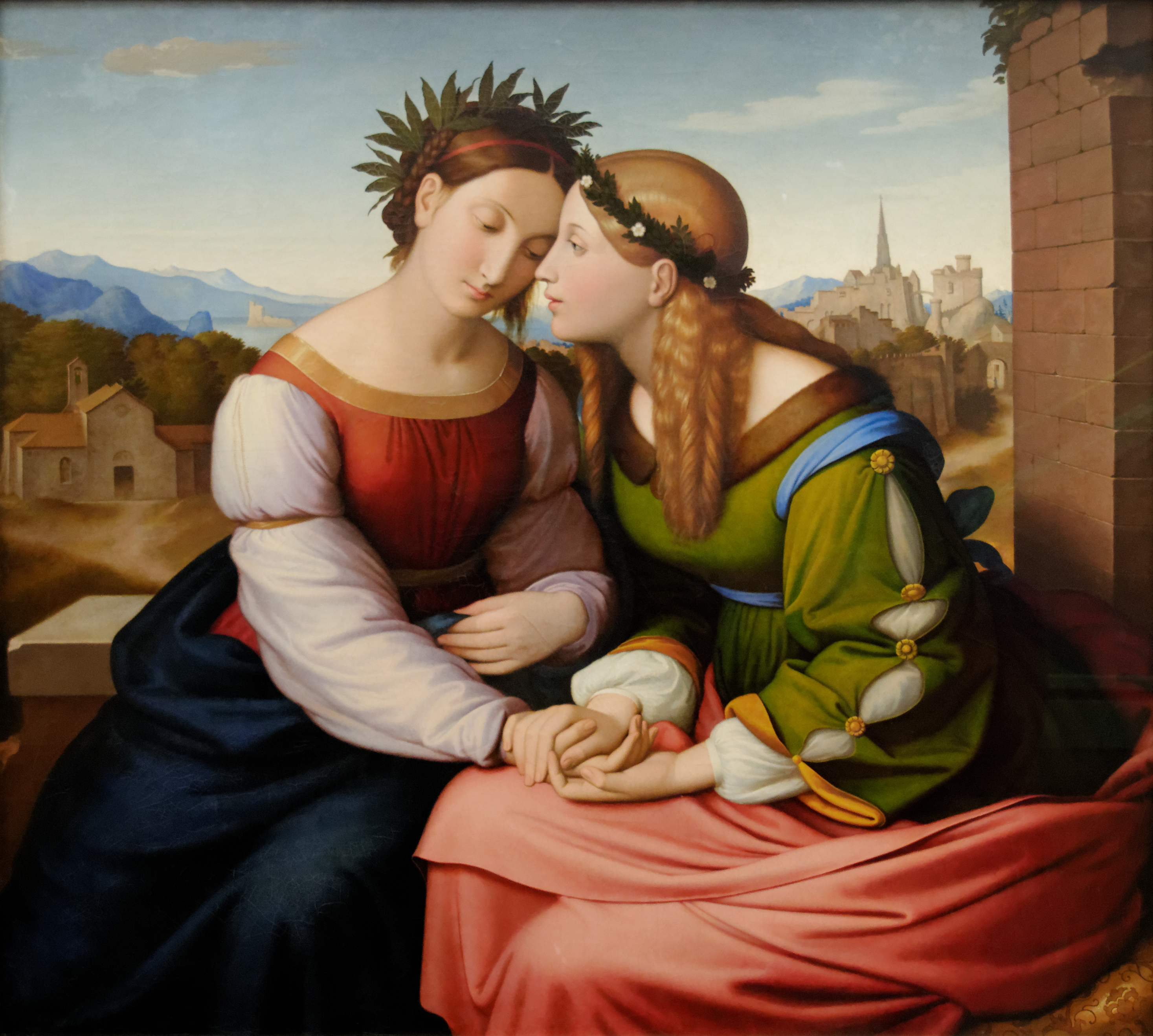
Friedrich Overbeck, Italia e Germania, 1828, Monaco di Baviera, Neue Pinakothek

Il nome Nazareni venne dato a uno ristretto gruppo di pittori romantici tedeschi attivi a Roma all'inizio del XIX secolo, i quali, ispirati dapprima dalle teorie artistiche di Wilhelm August von Schlegel e Wilhelm Heinrich Wackenroder, si ribellarono al classicismo accademico, aspirando a un'arte rinnovata su basi religiose e patriottiche, con scelte stilistiche che assunsero un carattere arcaicizzante, dato da un forte accento lineare e dall'uso del colore crudo, steso con pennellate uniformi. Lo stile, inoltre, si caratterizzò come ricomposizione formale, quasi filologica, dello stile degli artisti quattrocenteschi della pittura italiana, da Beato Angelico, a Filippo Lippi, da Luca Signorelli a Perugino oltre che, soprattutto, il primo Raffaello. Alcuni artisti del gruppo si rifecero anche ad Albrecht Dürer e all'antica pittura tedesca.

## Storia

### Fondazione della Confraternita di San Luca
Intorno a Friedrich Overbeck e Franz Pforr, entrambi allievi dell'Accademia di Vienna, si raccolsero i pittori Ludwig Vogel (1788–1879), Johann Konrad Hottinger (1788–1827), Josef Wintergerst (1783–1867) e Joseph Sutter (1781–1866). Gli artisti si riunivano con regolarità e sottoponevano le rispettive opere al vicendevole giudizio critico dei compagni. 
Il 10 luglio 1809, anniversario del loro primo incontro, questo primo e sparuto gruppo diede vita a una confraternita chiamata Lega di San Luca (Lukasbund), giurando di restare sempre fedeli alla Verità, di voler combattere la maniera accademica e di resuscitare con ogni mezzo l'arte. Overbeck disegnò anche l'emblema che doveva venir applicato sul retro di qualsiasi quadro. Tale emblema mostrava san Luca evangelista entro un arco con iscritte le lettere HWPOVS (iniziali dei cognomi Hottinger, Wintergerst, Pforr, Overbeck, Vogel, Sutter); negli angoli in alto vi erano una spada e una fiaccola, e in alto, al centro, una W, iniziale della parola Wahrheit, ossia Verità. In basso, si legge l'iscrizione 10 Heu Mond 1809.

### A Roma
Il 20 giugno 1810 Overbeck, Pforr, Vogel e Hottinger giunsero nella Città eterna e poterono stabilirvisi grazie all'interessamento del direttore dell'Accademia di Francia a Roma, da cui ottennero di alloggiare nel monastero di Sant’Isidoro. Qui condussero una vita in comune, dipingendo durante il giorno nel refettorio dei monaci e discutendo la sera dei propri lavori. Di solito posavano gli uni per gli altri, in linea di principio operando a memoria e non dipingendo mai dal vero modelli femminili. Non trattavano soggetti mitologici, né eventi storici contemporanei, ma temi dell'Antico e del Nuovo Testamento, oppure delle vite dei santi. Nel settembre 1811 giunse a Roma Peter von Cornelius, mentre l'anno successivo Pforr morì di tisi ad Albano. Dopo la morte di Pforr, Overbeck attraversò una grave crisi spirituale, per isolvere la quale cercò rifugio nella religione, in un percorso culminato, nel 1813, nella scelta di convertirsi al cattolicesimo, il che spaventò il padre di Vogel, che richiamò subito il figlio in Svizzera. Poco dopo, anche Hottinger lasciò Roma. 
Per l'attrazione verso il cattolicesimo, per il loro modo di vivere monastico, per la grande cappa indossata e i capelli lasciati crescere lunghi, furono chiamati Nazareni dal pittore Joseph Anton Koch.
Wilhelm Schadow e il fratello Rudolf giunsero a Roma nel 1813 e nel 1815 si aggiunse al gruppo Philipp Veit.

### Casa Bartholdy
In quest'ultimo anno, Jacob Salomon Bartholdy (1779–1825), console generale di Prussia a Roma, affidò al gruppo la decorazione di una sala della sua residenza a Palazzo Zuccari, oggi salone di ricevimento della Biblioteca Hertziana.
Il programma pittorico intendeva rappresentare le Storie di Giuseppe: Cornelius esegui le scene in cui Giuseppe spiega il sogno del faraone e Giuseppe riconosciuto dai fratelli; Overbeck dipinse Giuseppe venduto dai fratelli e la lunetta con i Sette anni di carestia; a Schadow furono affidati la Tunica macchiata di sangue e Giuseppe in prigione; Philipp Veit dipinse i Sette anni di abbondanza e Giuseppe e la moglie di Putifarre. Il ciclo di affreschi, distaccato da Casa Bartholdy tra il 1886 e il 1887, fu traslato a Berlino e inserito nelle collezioni della Alte Nationalgalerie. 

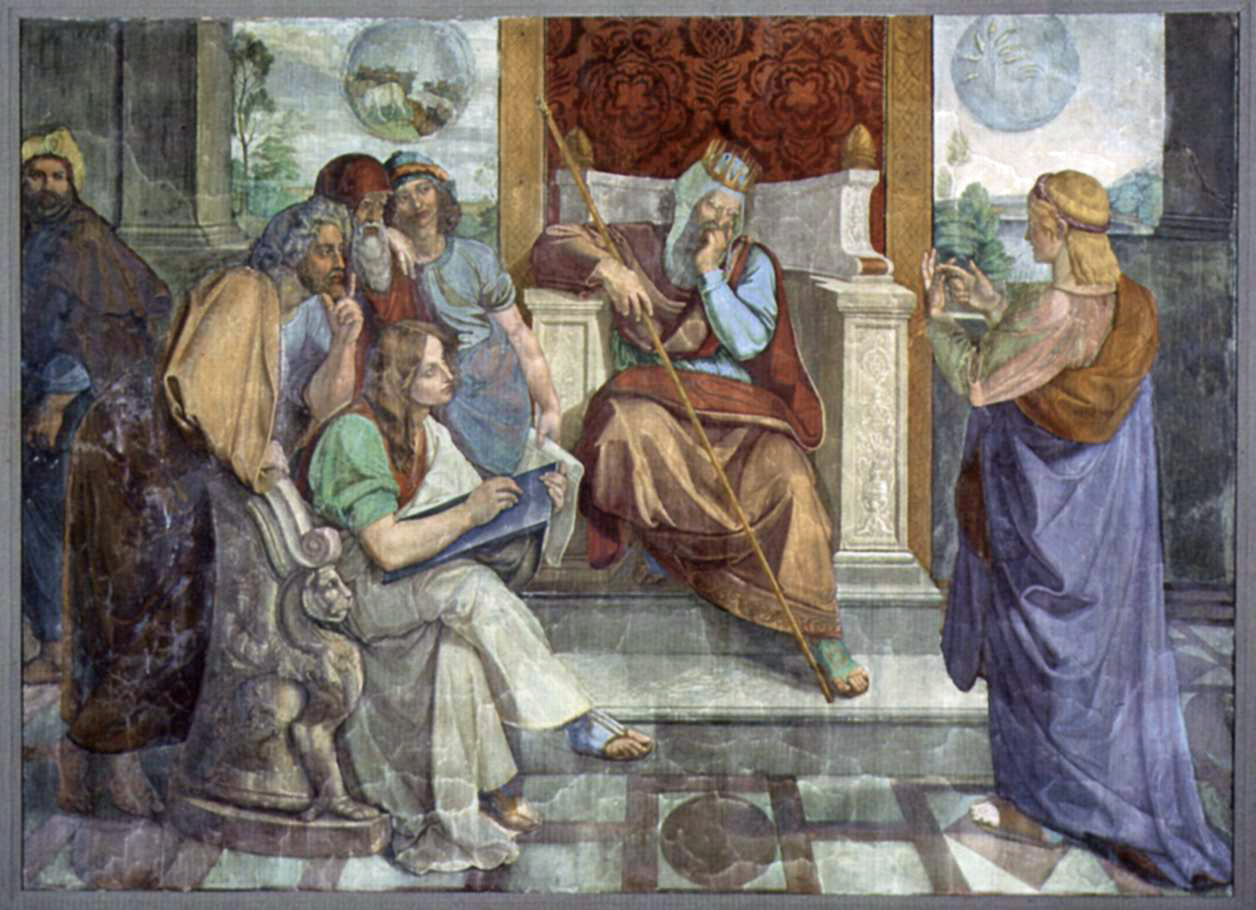
Peter von Cornelius, Giuseppe spiega il sogno del faraone, Berlino, Alte Nationalgalerie
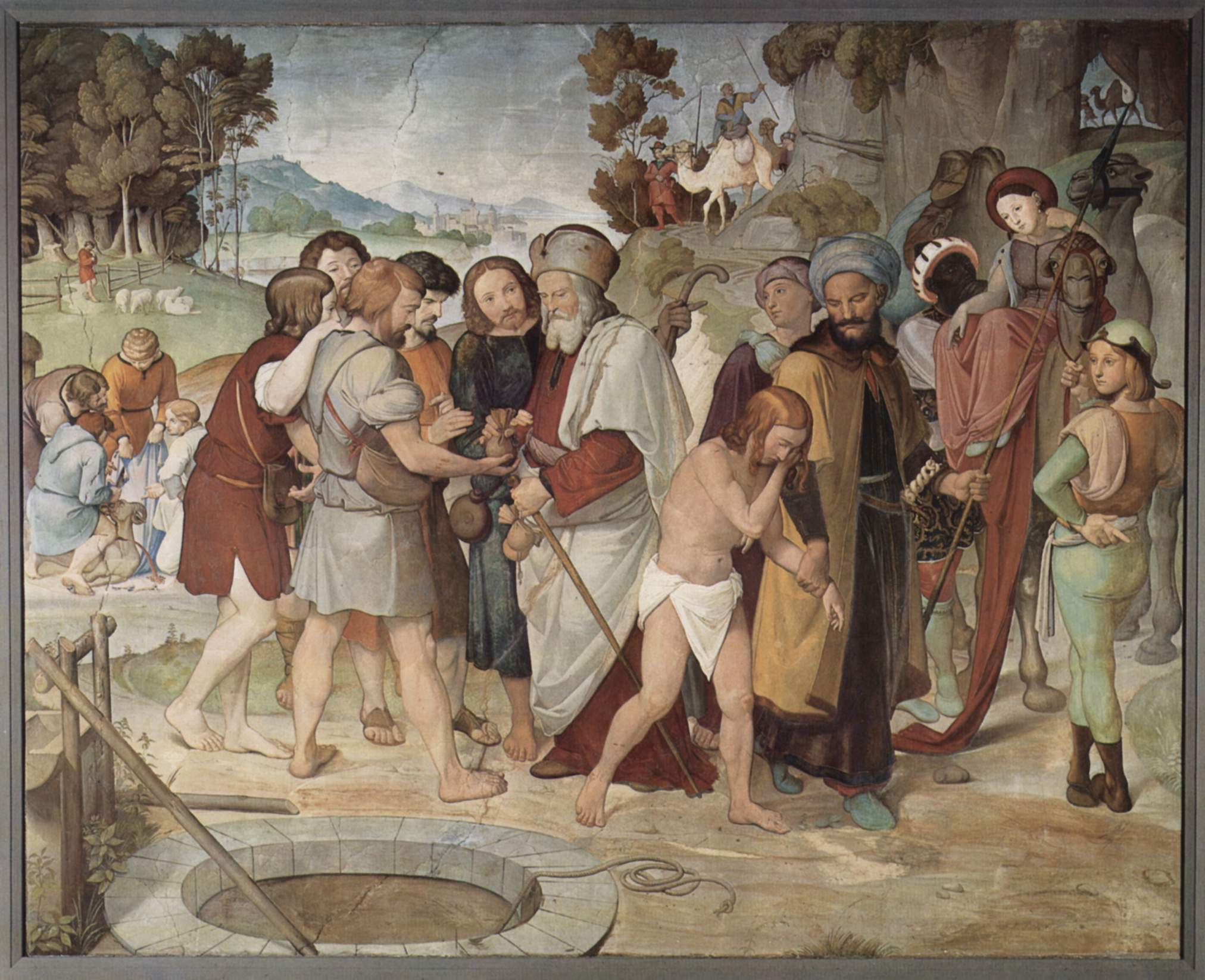
Friedrich Overbeck, Giuseppe venduto dai fratelli, Berlino, Alte Nationalgalerie
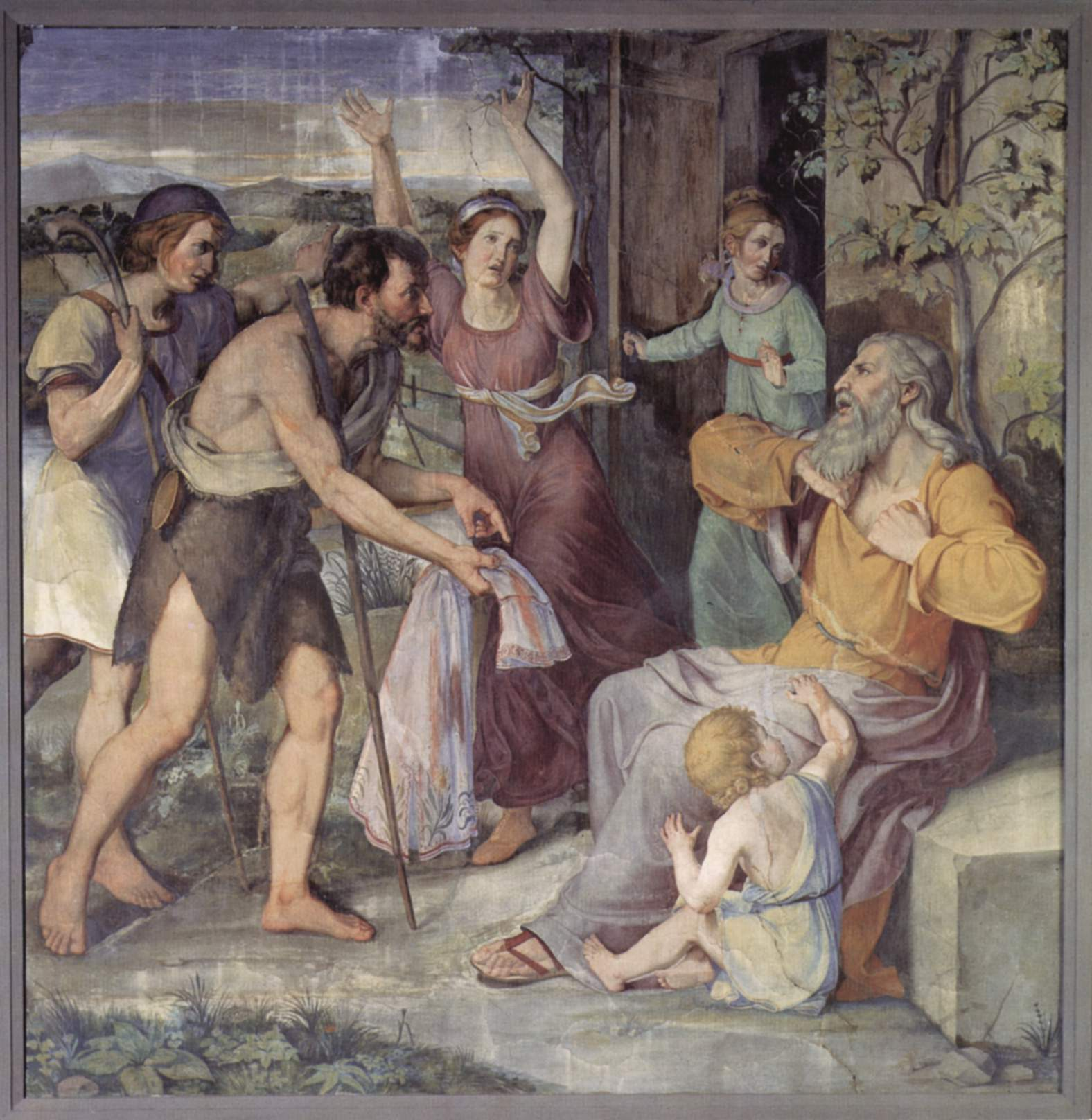
Friedrich Wilhelm Schadow, Tunica macchiata di sangue, Berlino, Alte Nationalgalerie
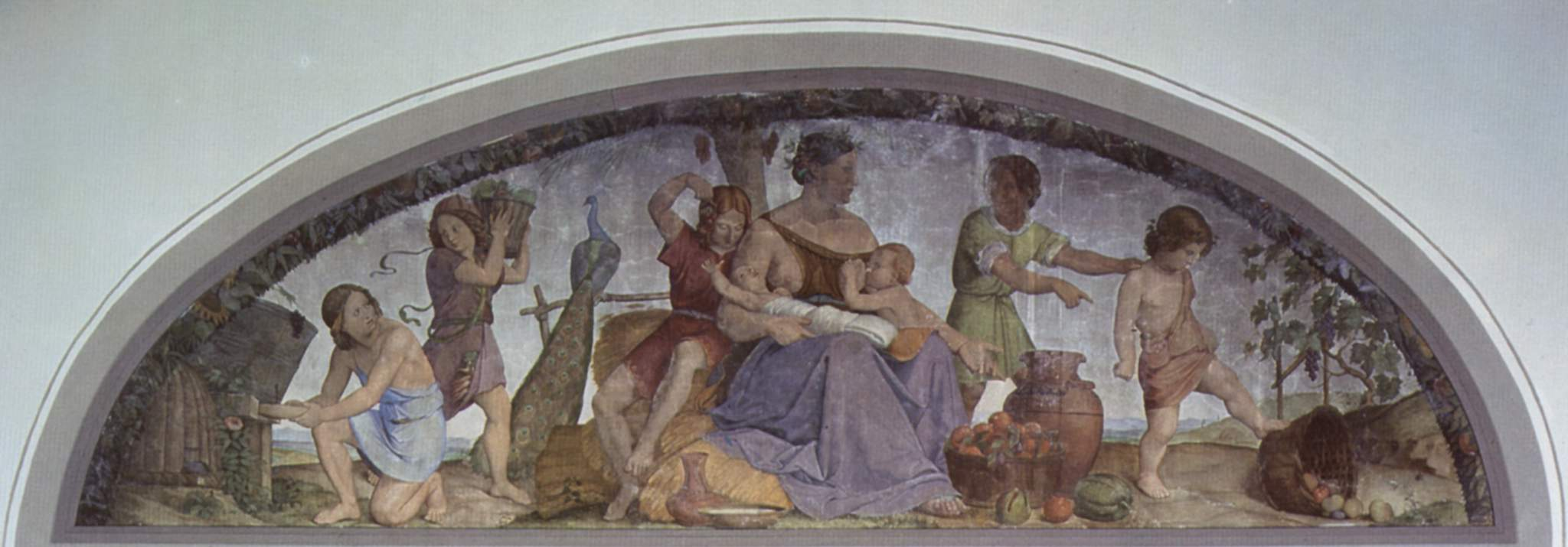
Philipp Veit, Sette anni di abbondanza, Berlino, Alte Nationalgalerie

### Casino Massimo
Nel 1817 il marchese Carlo Massimo affidò al gruppo la decorazione della propria casa di campagna al Laterano, il Casino Massimo. Le tre stanze vennero decorate con scene epiche tratte da Dante Alighieri, Torquato Tasso, Ludovico Ariosto e Francesco Petrarca.
La stanza dedicata alla Divina Commedia di Dante Alighieri fu dapprima affidata a Cornelius; questi iniziò a eseguire disegni preparatori per il soffitto, ma nel 1818 lasciò Roma per Monaco di Baviera, richiamatovi da Ludwig di Baviera che l'aveva voluto direttore della Reale Accademia delle belle arti. Il marchese, su consiglio di Koch, affidò la decorazione della stanza a Philipp Veit, il quale eseguì però soltanto il soffitto con il Paradiso, non sentendosi in grado di affrontare i temi del Purgatorio e dell'Inferno, che sentiva a lui poco congeniali. Fu infine lo stesso Koch a completare gli affreschi della sala, eseguendo quelli sulle pareti dedicati alle altre due cantiche della commedia dantesca. Franz Horny vi dipinse le ghirlande di frutta e di fiori.
Nella sala di Torquato Tasso, Overbeck dipinse episodi e personaggi della Gerusalemme liberata. Alla morte del marchese nel 1827, il pittore si considerò sollevato dal contratto e partì per Assisi. Fu perciò incaricato di terminare gli affreschi Joseph Führich, che si era aggiunto al gruppo nello stesso anno e che risiederà a Roma fino al 1829; l'artista, pur utilizzando i propri schemi, si sentì in dovere di rispettare i temi già stabiliti dal suo predecessore.
Nella camera centrale, la decorazione, ispirata all'ariostesco Orlando furioso, fu affidata a Julius Schnorr von Carolsfeld, a Roma nel 1818, che la condusse a termine da solo, dopo una lunga riflessione e un ampio studio delle figure attraverso numerosi disegni preparatori.

### Mostra collettiva
Nel 1819 i Nazareni avevano organizzato una mostra collettiva in occasione della visita dell'imperatore d' Austria. Friedrich Schlegel, consigliere di von Metternich, scrisse una lunga descrizione della mostra, e, anche se l'imperatore non prestò attenzione ai Nazareni, il principe ereditario di Baviera, futuro Luigi I, espresse profonda ammirazione e in seguito li invitò a trasferirsi a Monaco. 

### Dispersione del gruppo
La diaspora dei suoi membri assottiglio nel tempo la presenza a Roma dei Nazareni. Con la partenza di Schnorr per Monaco e di Fuhrich per Praga, Overbeck restò infine l'unico Nazareno a Roma, dove restò fino alla morte, avvenuta nel 1869.

## Artisti Nazareni
- Carl Joseph Begas
- Karl von Blaas
- Franz Ludwig Catel
- Peter von Cornelius
- Ernst Deger (Bockenem, 15 aprile 1809 – Düsseldorf, 27 gennaio 1885)
- Konrad Eberhard (Hindelang, 25 novembre 1768 – Monaco, 12 marzo 1859)
- Johann Jakob Fink
- Joseph Anton Fischer (Oberstdorf, 28 febbraio 1814 – Monaco, 28 marzo 1859)
- Gebhard Flatz (Wolfurt, 11 giugno 1800 – Bregenz, 19 maggio 1881)
- Carl Philipp Fohr
- Joseph von Führich
- Heinrich Maria Heß (Düsseldorf, 19. aprile 1798 – Monaco, 29 marzo 1863)
- Konrad Hottinger (1788 – Lenzburg, 9 ottobre 1827)
- Giuseppe Hyzler
- Victor Emil Janssen
- Franz Ittenbach (Königswinter, 18 aprile 1813 – Düsseldorf, 1º dicembre 1879)
- Wilhelm von Kaulbach
- Joseph Anton Koch
- Leopold Kupelwieser
- Andreas Müller
- Karl Müller (Darmstadt, 29 ottobre 1818 – Bad Neuenahr, 15 agosto 1893)
- Ferdinand Johann von Olivier
- Friedrich von Olivier
- Johann Friedrich Overbeck
- Johann David Passavant (Francoforte, 18 settembre 1787 – Francoforte, 17 agosto 1861)
- Franz Pforr
- Johann Anton Ramboux (Treviri, 5 ottobre 1790 – Colonia, 2 ottobre 1866)
- Theodor Rehbenitz (Borstel, 2 settembre 1791 – Kiel, 19 febbraio 1861)
- Wilhelm von Schadow
- Johann Scheffer von Leonhartshof (Vienna, 30 ottobre 1795 – Vienna, 12 gennaio 1822)
- Josef Schlotthauer
- Julius Schnorr von Carolsfeld
- Ludwig Schnorr von Carolsfeld
- Johann von Schraudolph (Oberstdorf, 13. giugno 1808 – Monaco, 31 maggio 1879)
- Claudius Schraudolph il Vecchio (Oberstdorf, 2 ottobre 1813 – Oberstdorf, 13 novembre 1891)
- Eduard von Steinle
- Josef Sutter (Vienna, 28 novembre 1781 – Linz, 12 maggio 1866)
- Philipp Veit
- Ludwig Vogel (Zurigo, 10 luglio 1788 – Zurigo, 21 agosto 1879)
- Josef Wintergerst (Wallerstein, 3 ottobre 1783 – Düsseldorf, 25 gennaio 1867)